# Empis tanysphyra
Empis tanysphyra är en tvåvingeart som beskrevs av Friedrich Hermann Loew 1873. Empis tanysphyra ingår i släktet Empis och familjen dansflugor. Inga underarter finns listade i Catalogue of Life.